# 速霸陸R2
速霸陸R2（日语：スバル・R2）為日本富士重工業於2003年至2010年之間設計生產的輕型車，兄弟車為同公司出品的速霸陸R1。關於車名的由來，原廠認為「R2」這種簡單、響亮的名字，代表和歷年來輕型車一樣的新價值觀。

## 歷史
2003年 - 12月8日速霸陸發表五門掀背車R2，動力來源共分三種：
1. 658c.c.直列四缸SOHC EN07V型自然進氣引擎。
2. 658c.c.直列四缸DOHC EN07D型自然進氣引擎，附AVCS主動閥門控制系統。
3. 658c.c.直列四缸DOHC EN07X型機械增壓引擎

其中機械增壓式（引擎蓋多了一個進氣口）搭配七速i-CVT變速系統，而自然進氣式則搭配i-CVT或五速手排變速箱。雖然是輕型車，車頂卻高達1,525mm，營造出沒有壓迫感的頭部空間；全車系共有11種車色、2種內裝顏色可供選購。
2004年 - 11月29日發佈小改款，變更前保桿、鋁合金輪圈、排氣管等的造型，並新增入門級「i Casual」及性能級「Type S」等車型。另外還有特別仕樣車「Custom」，車頭保桿造型和其他車型不同。
2005年 - 6月14日再度推出另一特別式樣車「Utility Package」，包含：多功能助手席、防潑水椅面、免鑰匙感應門鎖系統（keyless entry system）、具MD/CD/FM和AM的音響系統等配備；第二款特仕車「Custom typeS」則具備專用的前保桿與進氣壩、三環儀表板、真皮包覆方向盤與排檔頭、鋁合金油門與煞車踏板等配備。
2006年 - 4月24日與室內設計品牌Actus合作，針對女性駕駛人推出限量500部的「Refi limited」特仕車。外觀方面除「Refi limited」專屬貼紙外，也增加前霧燈、電動收納後視鏡、防紫外線後窗玻璃，內裝則強調優雅與大自然感，以北歐針葉白木的內裝面板搭配水藍色的高質感座椅，另有吸入式CD音響、芳香精油、12V充電座、座椅高度調整等配備；同年11月15日則另有「Refi Bitter selection」特仕版上市，追加具有過濾花粉功能的恆溫空調系統、六片CD 1DIN高傳真音響主機、前葉子鈑方向指示燈、專用金屬飾板等。此外雙前座安全氣囊被列為標準配備，消費者也可選購前霧燈或14吋鋁合金輪圈等。
2008年 - 8月4日為了慶祝原廠成立50周年，新推出「Favorite Edition」特仕車，配置四迴路ABS+EBD煞車系統、恆溫空調系統、Smartkey系統、CD音響主機、14吋輪圈、鍍鉻飾件等。
2009年 - 11月4日「Smart Selection」特仕車上市，此車款乃以「F+」車型為基礎，加裝具有過濾花粉功能的恆溫空調系統、Smartkey系統等。
2010年 - 3月14日原廠宣布正式停產。

### 得獎紀錄
- 2005年：第14屆RJC年度風雲車特別獎最佳輕型車獎。

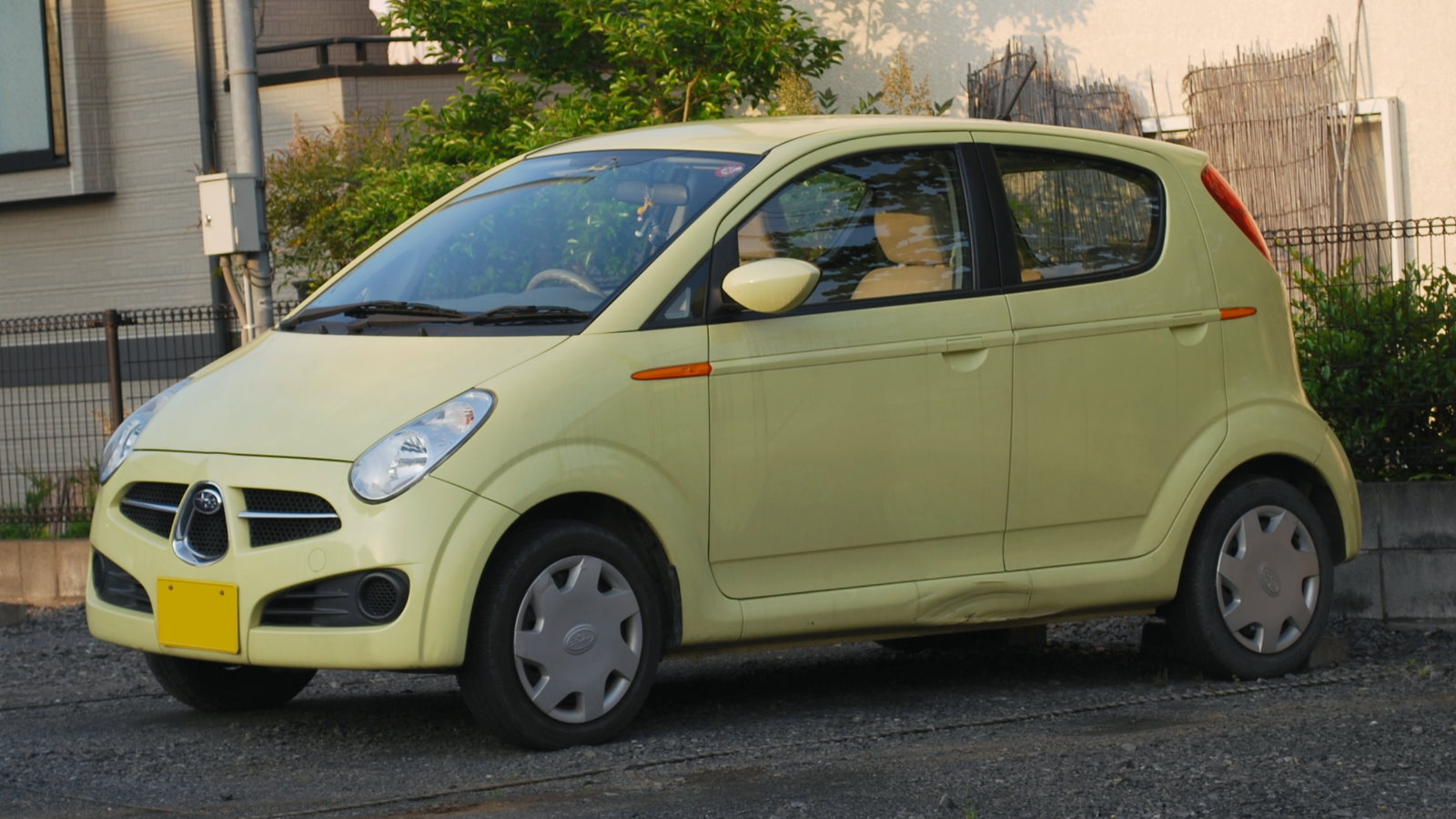
前期型車頭
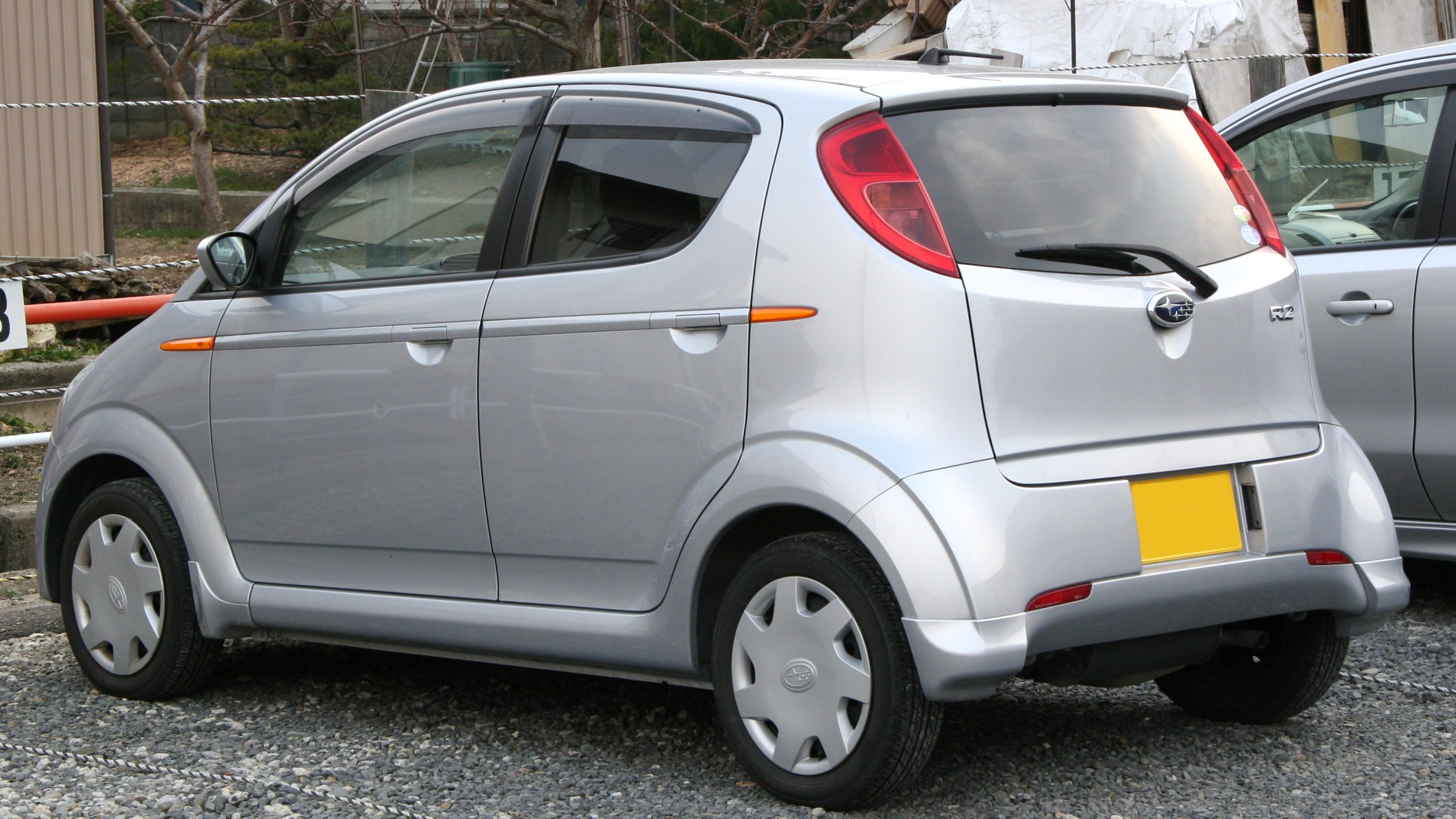
後期型車尾
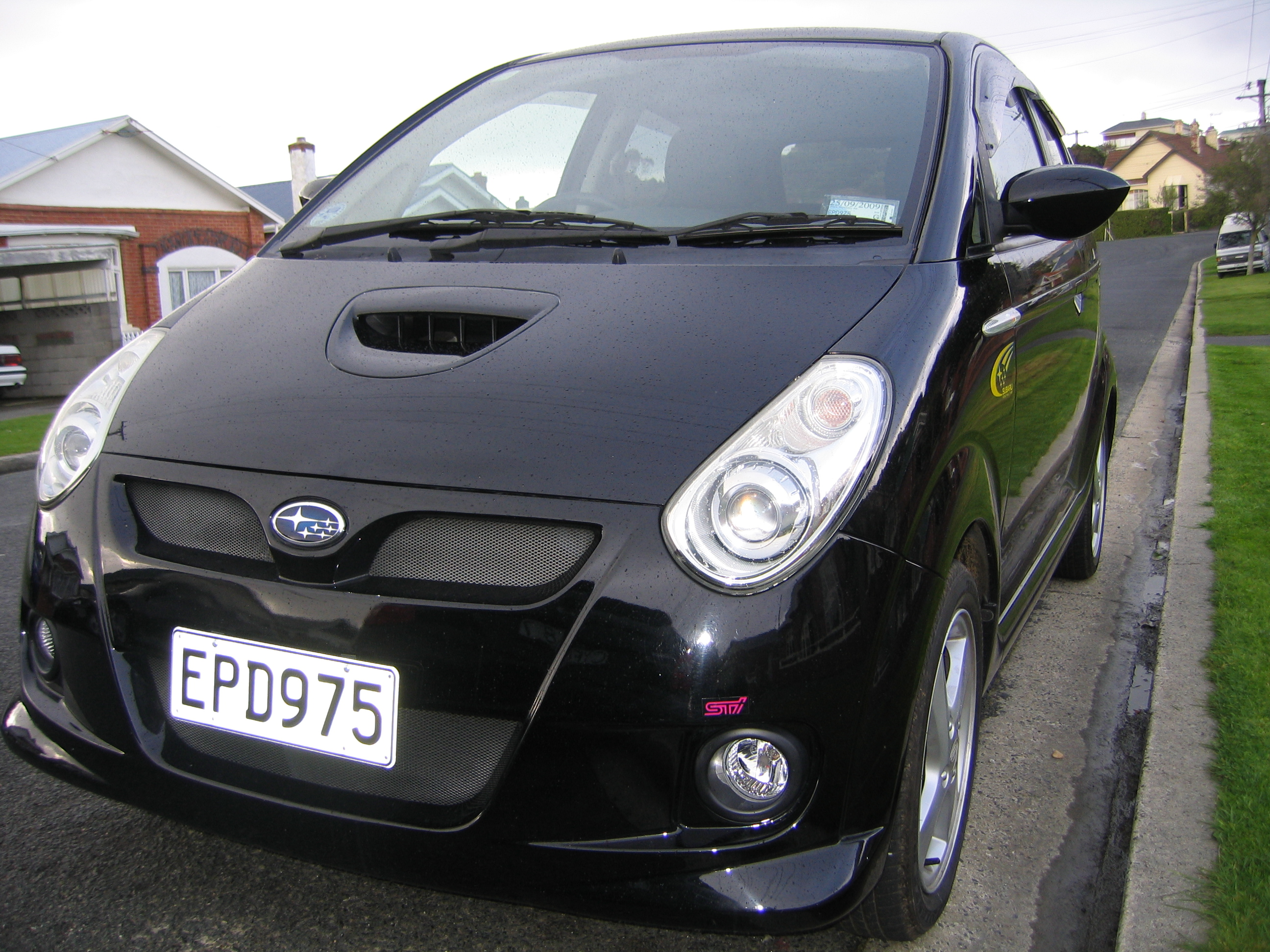
Type S車型

## 外部連結
- （日語）GAZOO.com名車館：2003年スバルR2